# Rejon szczerzecki
Rejon szczerzecki (ukr. Щирецький район) – dawna jednostka podziału administracyjnego Ukraińskiej Socjalistycznej Republiki Radzieckiej w Związku Socjalistycznych Republik Radzieckich w latach 1940–1941 i 1944–1959. Należał do obwodu lwowskiego. Siedziba władz rejonu znajdowała się w Szczercu.
Rejon szczerzecki został utworzony 17 stycznia 1940 na podstawie dekretu Prezydium Rady Najwyższej USRR o podziale na rejony zachodnich obwodów USRR, kiedy to w obwodzie lwowskim utworzono 37 rejonów, między innymi szczerzecki. Rejon objął miasto Szczerzec oraz obszary zniesionych gmin Czerkasy, Krasów i Ostrów. Obszary te należały przed wojną do powiatu lwowskiego w województwie lwowskim.
Rejon szczerzecki przestał istnieć wraz z wybuchem wojny niemiecko-radzieckiej 22 czerwca 1941. Jego tereny weszły w skład Landkreis Lemberg dystryktu galicyjskiego Generalnego Gubernatorstwa.
Rejon został odtworzony 23 lipca 1944, po zajęciu tych terenów przez Armię Czerwoną.
4 marca 1959 rejon szczerzecki zniesiono, włączając jego obszar do rejonu pustomyckiego.